# Parafia Błogosławionych Męczenników Kutnowskich w Kutnie
Parafia Błogosławionych Męczenników Kutnowskich ks. Michała Woźniaka i ks. Michała Oziębłowskiego w Kutnie – rzymskokatolicka parafia należąca do dekanatu Kutno – św. Wawrzyńca w diecezji łowickiej.
Parafia liczy 3789 wiernych.
Erygowana 25 marca 2012 przez biskupa łowickiego Andrzeja Dziubę.  

## Proboszczowie
- ks. Rafał Wiśniewski (2012–2013 administrator, od 2013 proboszcz)[2]

## Zasięg parafii
Kutno ulice : Fałata, Jagiellońska, Kilińskiego, Kochanowskiego, Kopernika, Krasińskiego, Łęczycka (nry 1-9), 1 Maja, 3 Maja, Matejki, Mickiewicza, Narutowicza (nry nieparzyste 1-13), Niecała, Pałacowa, Przemysłowa, Reja, Rychtelskiego, Siemiradzkiego, Sienkiewicza, Słowackiego, Spółdzielcza, Zamkowa, Zielarska.